# Додекаселенид гептатория
Додекаселенид гептатория — бинарное неорганическое соединение
тория и селена
с формулой Th7Se12,
серые кристаллы.

## Получение
- Реакция чистых веществ в инертной атмосфере:

{\displaystyle {\mathsf {7Th+12Se\ {\xrightarrow {400-700^{o}C}}\ Th_{7}Se_{12}}}}

## Физические свойства
Додекаселенид гептатория образует серые кристаллы
гексагональной сингонии, пространственная группа P 63/m, параметры ячейки a = 1,1569 нм, c = 0,423 нм, Z = 1
.
Соединение плавится с открытым максимумом при температуре 1470°C.

## Химические свойства
- Окисляется при нагревании на воздухе [1]:

{\displaystyle {\mathsf {Th_{7}Se_{12}+19O_{2}\ {\xrightarrow {T}}\ 7ThO_{2}+12SeO_{2}}}}